# Dominikanerinnenkloster Heilig Grab

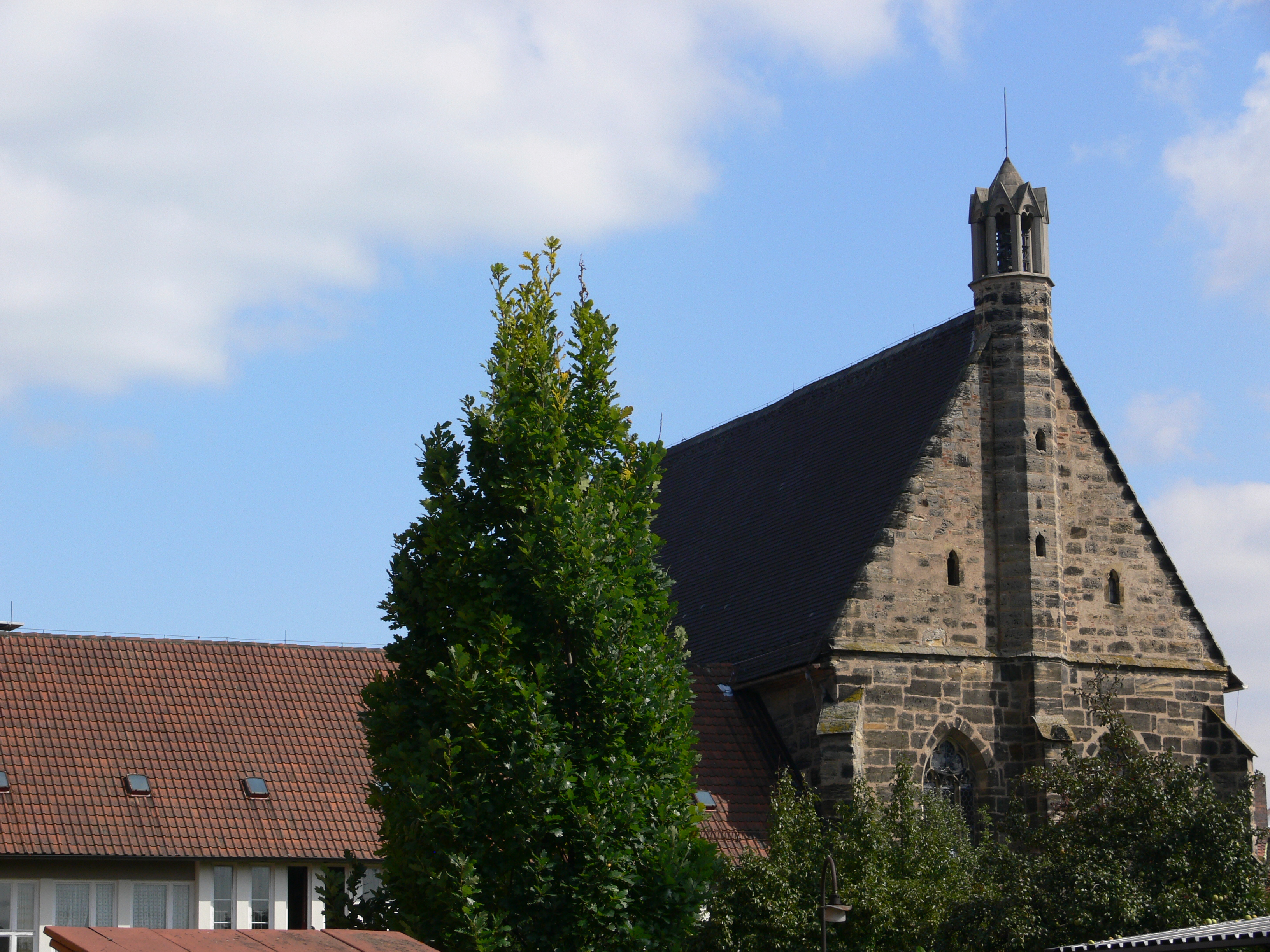
Heilig-Grab-Kirche von außen

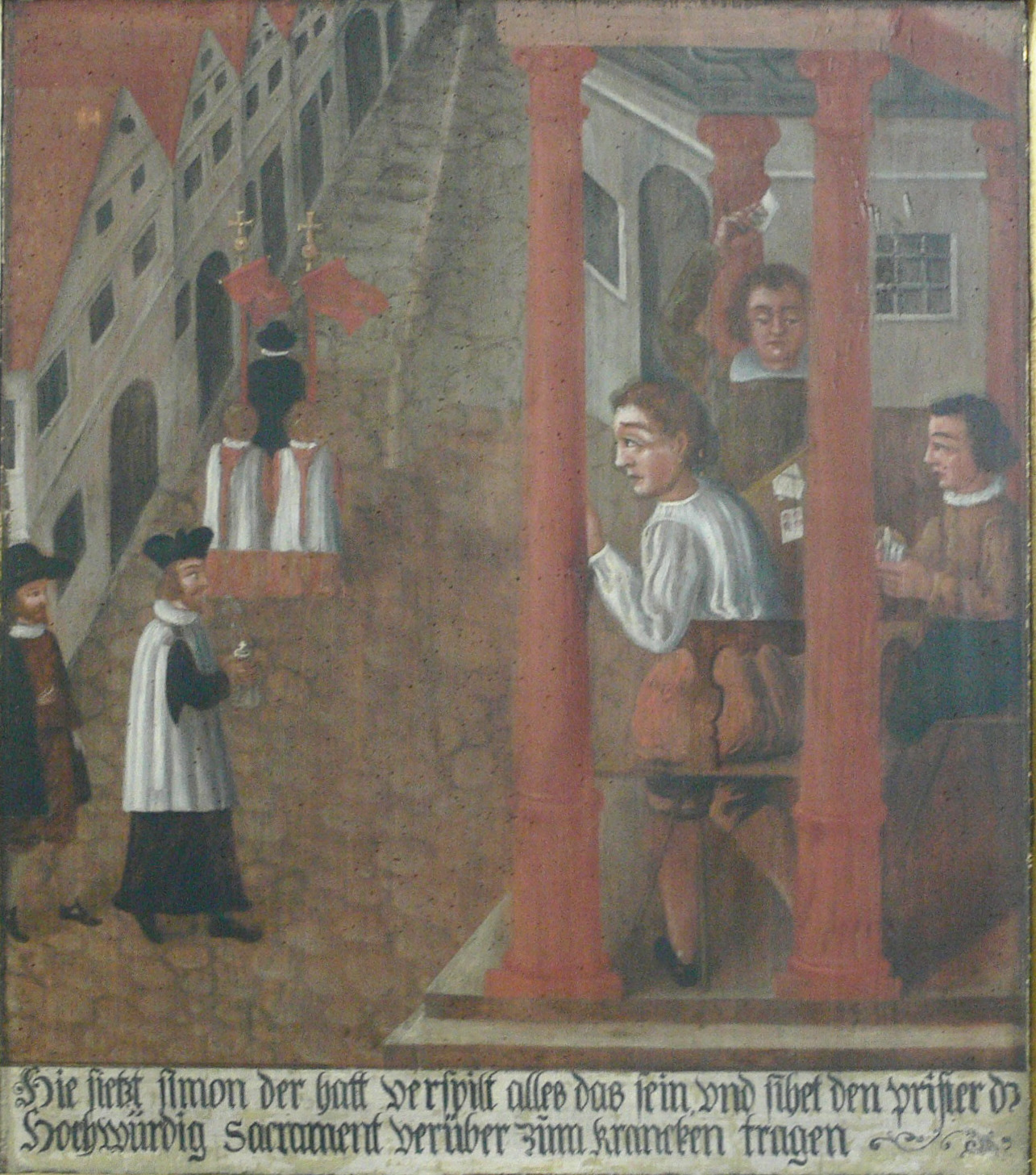
Holztafel des 17. Jahrhunderts zur Gründungslegende des Klosters zum Heiligen Grab

Das Kloster vom heiligen Grab ist ein Kloster der Dominikanerinnen in Bamberg in Bayern in der Erzdiözese Bamberg.

## Geschichte
Das Kloster wurde 1365 durch Franz Münzmeister gegründet, einen Bamberger Bürger. Beim Hussiteneinfall 1430, im Bauernkrieg 1626 und nicht zuletzt auch im Dreißigjährigen Krieg nahm das Kloster schweren Schaden. Es wurde 1803 im Zuge der Säkularisation aufgelöst. 1806 mussten auch die letzten 13 Nonnen das Kloster verlassen. Die Kirche wurde für Militärzwecke genutzt. Das Kloster, das als Lazarett gedient hatte, wurde um 1874 abgerissen. 1923 wurde die Klosterkirche restauriert. 1926 wurde das Kloster vom heiligen Grab wiedererrichtet, am 3. September bezogen Dominikanerinnen aus St. Ursula in Augsburg das Kloster. 1930 wurde der Konvent wieder zum selbstständigen Priorat erhoben.
Bekannt ist das Kloster durch seine Web- und Stickarbeiten, eine Tradition, die bis ins 15. Jahrhundert zurückgeht und von den Nonnen 1926 wieder aufgegriffen wurde.

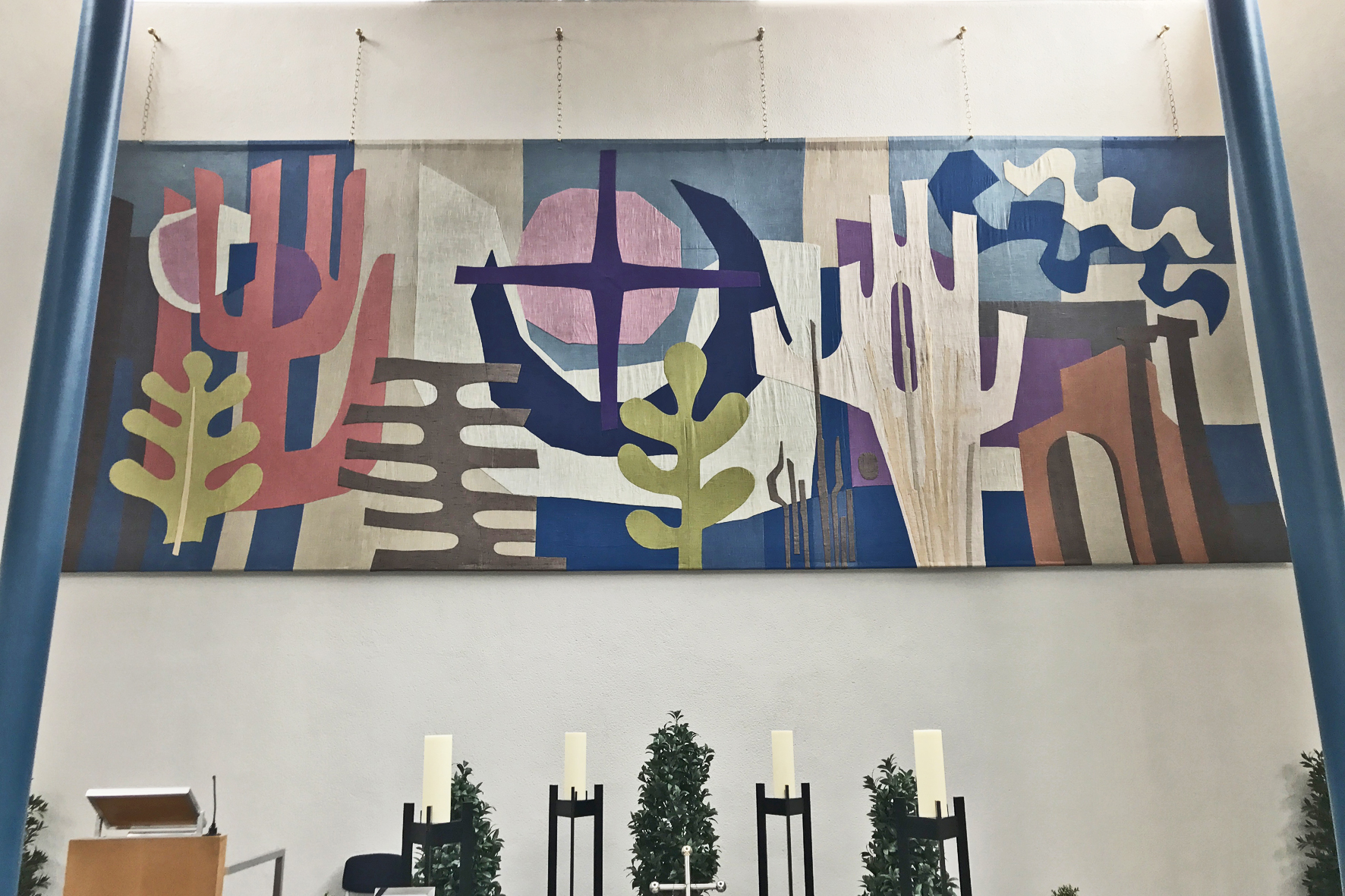
Ostwand der Aussegnungshalle des Friedhofs Bamberg

Eine ihrer Arbeiten dürfte den meisten Bambergern  bekannt sein:
Die Nonnen des Dominikanerinnenklosters Heilig Grab fertigten nach dem Entwurf von Alfred Heinz Kettmann einen eindrucksvollen Wandteppich, der die gen Osten gerichtete Stirnwand der 1966 erbauten Aussegnungshalle des Friedhofs Bamberg schmückt.

## Klosterkirche
Die Ursprungslegende besagt, dass die Kirche (noch vor dem Kloster) als Sühne eines 1314 angeblich begangenen Hostienraubs vom Stift St. Gangolf an der Stelle der aufgefundenen Hostien erbaut wurde. Die Kirche wurde in einschiffiger Bauform errichtet, besitzt einen lichterfüllten Chor und eine hölzerne Empore im Westen. Teile der ehemaligen Ausstattung befinden sich in der Kirche St. Gangolf in Bamberg und im dortigen Diözesanmuseum. In der südlichen Seitenkapelle befindet sich seit 1787 das Grab der mit den Stigmata versehenen Laienschwester Maria Columba Schonath.